# Травнева змова (1849)
Травнева змова (чеськ. Májové spiknutí) — спроба групи чеських радикальних демократів, у тому числі Е. Арнольда, К. Сабіни, К. Сладковського, Й. Фріча, К. Гавлічека-Боровського та інших після придушення Революції 1848-1849 та повстання у Празі 1848 підготувати в 1849 нове збройне повстання проти влади Габсбургів. Змова прискорило сходження на австрійський престол 2 грудня 1848 Франца Йосипа I, що зайняв різку антиреволюційну позицію.
Велику роль у підготовці до повстання відіграв пов'язаний із чеськими радикалами М. А. Бакунін, який сформулював його цілі та завдання. Повстання в Чехії мислилося як складова частина європейського революційного руху, що розгорнувся навесні 1849 в Угорщині, Італії та Саксонії.
У квітні у Празі створено революційний комітет, розроблено план збройного повстання, призначеного на 12 травня 1849. Повстання мало бути узгоджене з іншими повстаннями Німеччини. Однак 10 травня задум чеських демократів був розкритий через необережність і поступово став публічним надбанням. 3 травня в Дрездені спалахнуло повстання (яке було придушено через 4 дні, а Бакуніна заарештували), а 7 травня К. А. Реккель, чиїй зошит містив імена людей, з якими він зустрічався, був заарештований після повернення до Праги, вночі 10 травня 1849 р. року більшість учасників змови було заарештовано. Серед заарештованих були, наприклад, К. Сабіна, К. Сладковський, Ю. Ю. Фріч, Е. Арнольд, Ф. Гавлічок або В. Гауч.
Військовим судом було засуджено 79 осіб, з яких 28 засуджено до страти, заміненої на довічне ув'язнення.
Перша амністія відбулася в 1854, друга — 1855-1856.
У Празі, фортецях Градець Кралове, Терезін, Йозефов і Яромерж оголошено надзвичайний стан, який скасовано 1 вересня 1853 (одночасно з Віднем).
Радикал-демократична партія перетворила своє існування. Революція 1848-1849 у Чехії була остаточно придушена.